# Domino (chanson d'André Claveau)
Pour les articles homonymes, voir Domino.
Domino est une chanson française d'André Claveau, de 1950, sur des paroles de Jacques Plante et une musique de Louis Ferrari. Domino a été reprise par Lucienne Delyle en 1953, par Patachou en 1954 et par les Stentors (2013).
Elle est notamment utilisée dans le film Je vous trouve très beau, d'Isabelle Mergault.
Le thème est repris dans le premier mouvement de la Sonate pour piano Codex Domini d'Olivier Greif.